# Vaughan Rapatahana
Vaughan Rapatahana (geb. 1953 in Pātea, South Taranaki District, Neuseeland) ist ein neuseeländischer Dichter, Literaturwissenschaftler, Māori-Aktivist und Herausgeber von Literatur-Anthologien.
Als produktiver neuseeländischer Lyriker māorischer Herkunft mit ausgeprägten internationalen Verbindungen, der zudem auch Prosa, akademische Artikel, schulische Lehrmaterialien, kulturphilosophische und sprachkritische Essays schreibt, hat sich Rapatahana als „globaler Dichter mit tiefer neuseeländischer Grundierung“ einen Namen gemacht.

## Frühe Jahre, dichterische Mehrsprachigkeit
Rapatahana wurde in Pātea geboren und hat genealogische Verbindungen zu verschiedenen Māori-Stämmen der Nordinsel. Seine Veröffentlichungen erschienen sowohl in englischer Sprache als auch in te Reo, der Māori Sprache, für deren Erhalt und Verbreitung, u. a. als Dichtersprache, sich Rapatahana engagiert und als Vorbild einsetzt.
Rapatahana erlebte eine abwechslungsreiche Berufskarriere, bevor er sein Studium begann und Schriftsteller wurde, u. a. als Sekundarschullehrer, Anstreicher, Lagerarbeiter sowie Erzieher und Berater im Bereich Sonderpädagogik. Rapatahana studierte Erziehungswissenschaften und erwarb einen Magistertitel MA (Hons) an der University of Auckland. Nach weiterer Berufstätigkeit im Erziehungswesen und ausgedehnten Auslandsreisen kehrte er 1991 bis 1994 an die University of Auckland zurück, um seine Doktorarbeit über die Romane von Colin Wilson zu schreiben. Auf der Dissertation aufbauend erschienen eine Reihe von kulturphilosophischen Folgeveröffentlichungen zu Wilson, darunter 2013 Philosophical (a)Musings (Lulu Press, USA).
Rapatahanas erste Gedichtsammlungen waren Down Among the Dead Men (1987) und Street Runes (1988), beide veröffentlicht von Entropy Press, Auckland. Als Herausgeber publizierte Rapatahana die Sammlung Under the Canopy, die englischsprachige Lyrik über Brunei versammelt. Home, Away, Elsewhere erschien 2009 bei der Proverse Press in Hongkong und stand für den Proverse Prize in der Endauswahl. In Thailand erschienen 2010 die Bände Karon Beach und Bride Price. 2011 veröffentlichte Rapatahana zwei Kurzgeschichtensammlungen, darunter den Band She was No Good Anyway, Geschichten von hartgesottenen Männern mit einem oft empfindsamen Kern.
Bis 2011 war Rapatahana Lyrikredakteur des Māori and Indigenous Review Journal, einer Zeitschrift, die sich der indigenen Kultur der neuseeländischen Ureinwohner widmet. Zusammen mit Wereta Willard schrieb Rapatahana 2012 Neuseelands erstes interkulturelles Lehrbuch für zweisprachige Dichtung: Teaching Poetry. Im gleichen Jahr edierte er die Aufsatzsammlung English Language as Hydra, in der über die möglichen Chancen und Risiken des Englischen als internationale (dichterische) lingua franca nachgedacht und die Folgen der linguistischen Globalisierung für kleinere indigene Sprachen diskutiert wird.

## Romane, Essayistik und Herausgebertätigkeit
Rapatahanas erster Roman Toa kam 2012 im neuseeländischen Atuanui Verlag heraus. Es handelt sich um einen dystopischen Roman, der zur Zeit eines fiktionalen Bürgerkriegs in Neuseeland spielt und auf einer persönlichen Ebene die Geschichte des exzentrischen Befreiungskämpfers Mahon schildert. Der Kritiker Richard Taylor pries das Buch als „äußerst klug geschriebenen und fesselnden Roman“. 2012 veröffentlichte Rapatahana weitere Lyrik, die seine Erfahrungen in der sich rasant modernisierenden chinesischen Kultur ebenso reflektiert wie seine eigene Position als indigener Besucher und Teilhaber an diesem Geschehen: China as Kafka erschien bei der Kilmog Press in Dunedin. 2013 erschien der Band Schism, dessen politische Lyrik um die Themen Postkolonialismus sowie die Gefährdung indigener Sprachen und des damit verbundenen Weltwissens kreist.
2013 und 2015 erhielt Rapatahana Dichtungsstipendien des Hong Kong Arts Development Council, letzteres für die Herausgeberschaft der Sammlung Outloud Too (MCMM Creations). 2016 gewann er mit dem Gedicht tin yan don den internationalen Proverse Poetry Prize. Sein zweiter Roman unter dem Titel Novel erschien 2018. Weitere Gedichtbände Rapatahanas sind Atonement (2015), Ternion (2017) and Nga Whakamatuatanga/Interludes (2019). Die 2019 von Rapatahana herausgegebene, vielbeachtete Waikato-Anthologie Ngā Kupu Waikato präsentiert und würdigt die Vielfalt der dichterischen Stimmen der multikulturellen literarischen Kulturlandschaft in der vom Waikato-Fluss durchzogenen Region.
Rapatahana, der einen bedeutenden Teil seines Lebens im Ausland, darunter längere Zeit in Nauru, Brunei, der Volksrepublik China und Hongkong gelebt und unterrichtet hat, lebt derzeit in Mangakino unweit Hamiltons, von wo er als Organisator von Dichterlesungen und Herausgeber und Rezensent von zeitgenössischer neuseeländischer Literatur aktiv ist. Er schreibt regelmäßig Buchbesprechungen für wichtige neuseeländische Kulturzeitschriften wie Landfall und Scoop und ist Gastherausgeber des Onlinemagazin Black Mail Press.

## Werke (Auswahl)
- Down Among the Dead Men (1987), Entropy Press, Auckland
- Street Runes (1988), Entropy Press, Auckland.
- Under the Canopy (Hrsg., 1998), British Council, Brunei
- Home, Away, Elsewhere (2009) Proverse Press, Hongkong
- Karon Beach (2010), Good Samaritan Press, Thailand
- Bride Price (Two) (2010), Good Samaritan Press, Thailand
- She was No Good anyway (2011), Good Samaritan Press, Thailand
- English Language as Hydra (Hrsg., 2012), Multilingual Matters, UK
- Toa (2012), Atanui Press, Neuseeland
- China as Kafka (2012), Kilmog Press, Dunedin
- Philosophical (a)Musings (2013), Lulu Press, USA
- Schisms (2013), Stonesthrow Poetry, Nevada
- Outloud Too (2015), MCMM Creations
- Atonement (2015), MCMM Creations,
- Ternion (2017), erbacce-press in Liverpool,
- Novel (2018), Rangitawa Publishing
- Whakamatuatanga/Interludes (2019), Cyberwit, Indien
- Nga Kupu Waikato (2019), Waikato Press